# Festival de la fiction TV de La Rochelle 2016
La 18e édition du Festival de la fiction TV s'est déroulée à La Rochelle, du 14 au 18 septembre 2016. Le jury était présidé par la comédienne Isabelle Carré.   

## Jury
Le jury de la compétition officielle est composé de :
- Isabelle Carré (présidente), comédienne
- Pascale Arbillot, comédienne
- Erwann Kermorvant, compositeur
- Elsa Marpeau, scénariste
- Jean Nainchrik, producteur
- François Velle, réalisateur

## Compétition officielle

### Téléfilms
Les téléfilms en compétition :
- Box 27 (France 2), d'Arnaud Sélignac
- Coup de foudre à Jaipur (TF1), d'Arnauld Mercadier
- Harcelée (France 2), de Virginie Wagon
- Mon frère bien-aimé (France 2), de Denis Malleval
- Nadia (France 2), de Léa Fazer
- Tuer un homme (Arte), d'Isabelle Czajka

### Séries
Les séries en compétition :
- Cannabis (Arte), réalisé par Lucie Borleteau
- Emma (TF1), réalisé par Alfred Lot
- Glacé (M6), réalisé par Laurent Herbiet
- Innocente (France 3), réalisé par  Lionel Bailliu
- L'Accident (France 3), réalisé par Edwin Baily
- Les Hommes de l'ombre (France 2), réalisé par Fred Garson
- Les Petits Meurtres d'Agatha Christie (France 2), réalisé par Éric Woreth

### Séries 26'
Les séries de 26 minutes en compétition :
- Dead landes, les escapés (France 4), réalisé par François Descraques
- José (OCS), réalisé par Jim Ben Soussan
- Les Grands (OCS), réalisé par Vianney Lebasque

### Fictions européennes
Les fictions européennes en compétition :
- Battle for Sevastopol (Ukraine), de Sergei Mokritskiy
- Bedre skilt end aldrig (Splitting up together) (Danemark, TV 2 Denmark), de Hella Joof
- Chewing Gum (Royaume-Uni, E4), de Tom Marshall
- Le Lapin blanc (Das weiße Kaninchen) (Allemagne, SWR), de Florian Schwarzick
- E' arrivata la felicita' (That's happiness) (Italie, RAI Uno), de Riccardo Milani et Francesco Vicario
- Berlin 56 (Ku'damm 56) (Allemagne), de Annette Hess.
- La embajada (The Embassy) (Espagne), de Carlos Sedes et Eduardo Chapero-Jackson
- The A Word (Royaume-Uni, BBC One), de Peter Cattaneo
- Undercover (Royaume-Uni, BBC One), de James Hawes et Jim O'Hanlon
- Zločin v Polné (Murder in Polna) (Tchéquie), de Viktor Polesný

### Programmes courts
Les programmes courts en compétition :
- Faites des gosses, de Stéphanie Vasseur
- Ma pire angoisse (Comédie +), de Vladimir Rodionov
- Vestiaires (France 2), de Vincent Burgevin, Franck Lebon, Fabrice Chanut, Patrice Leconte, Patrick Braoudé et Nils Tavernier
- Vous les femmes (Teva), de Shaun Severi

### Web-séries
Les web-séries en compétition :
- Tank, de Samuel Bodin
- Vénération, de Marjory Déjardin
- Les Bouches à pipe, de Jimmy Conchou
- Martin, sexe faible, de Juliette Tresanini et Paul Lapierre

## Hors compétition
Le festival a diffusé hors compétition :
- Les Beaux Malaises (M6), d' Éric Lavaine
- Carole Matthieu (Arte), de Louis-Julien Petit
- La Main du mal (TF1) de Pierre Aknine
- Fais pas ci, fais pas ça (France 2), réalisé par Philippe Lefebvre
- Marion, 13 ans pour toujours (France 3), de Bourlem Guerdjou
- Jour polaire (Canal +), de Måns Mårlind et Björn Stein

## Palmarès
Le jury a décerné les prix suivants :
- Meilleur téléfilm : Tuer un homme
- Meilleure série de 52 minutes : Glacé
- Meilleure série de 26 minutes : Les Grands
- Meilleur programme court en série : Vous les femmes
- Meilleure fiction Web : Tank
- Meilleure réalisation : Samuel Bodin pour Tank
- Meilleure interprétation masculine : Éric Elmosnino pour Box 27
- Meilleure interprétation féminine :
  - Barbara Schulz pour Nadia
  - Armelle Deutsch pour Harcelée
- Meilleur scénario : Nathalie Kuperman, Raphaëlle Roudaut et Virginie Wagon pour Harcelée
- Meilleure musique : Fabrice Aboulker pour Box 27
- Prix jeune espoir masculin : Alexandre Philip pour Vestiaires
- Prix jeune espoir féminin : Adèle Wismes pour Les Grands
- Meilleure fiction étrangère : Berlin 56
- Prix spécial du jury pour la fiction étrangère : The A Word
- Prix du meilleur téléfilm de l'année Téléstar & Télé Poche : Le Secret d'Élise
- Prix des collégiens de Charentes-Maritime : Les Grands
- Prix Poitou-Charentes des lecteurs de Sud-Ouest : Nadia